# IEEE ۷۵۴

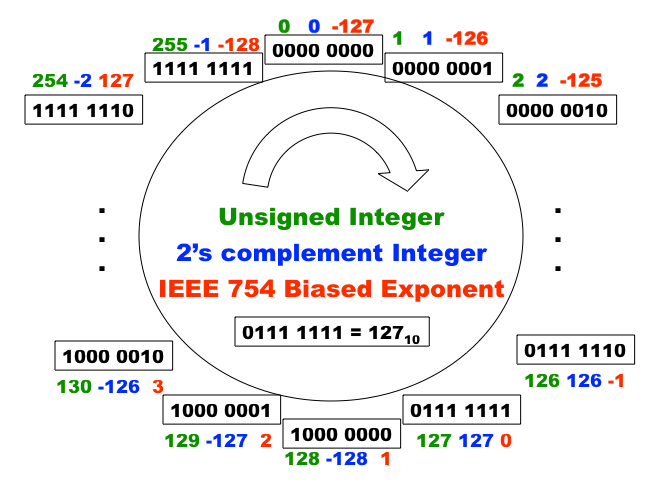
طرز کار توان مغرضانه (Biased-exponent) در استاندارد IEEE

استاندارد IEEE برای حساب ممیز شناور (آی‌ئی‌ئی‌ئی ۷۵۴) یک استاندارد برای رایانش ممیز شناور است که در سال ۱۹۸۵ توسط مؤسسه مهندسان برق و الکترونیک (آی‌تریپل‌ئی) تدوین شد. هدف تدوین این استاندارد حل مشکلات متعدد حساب ممیز شناور بود که به‌کارگیری ممیز شناور به صورت قابل‌حمل و مطمئن را ناممکن می‌کرد. بسیاری از واحدهای ممیز شناور اکنون از استاندارد آی‌تریپل‌ئی استفاده می‌کنند.
این استاندارد موارد زیر را تعریف می‌کند:
- قالب‌های عددی: مجموعه‌ای از داده‌های اعشاری دودویی و ده‌دهی که شامل اعداد متناهی(اعداد عادی، صفرهای علامت‌دار و اعداد غیرطبیعی), مقادیر نامتن‌های و مقادیر مخصوص غیر عددی(NaN) می‌شوند.
- فرمت‌های تبادل: رمزگذاری‌های به شکل رشته بیت که برای تبدیل داده‌های اعشاری به شکلی کارآمد و فشرده استفاده می‌شوند.
- قواعد گرد کردن: مواردی که باید هنگام گرد کردن و انجام اعمال محاسباتی در نظر گرفته شوند.
- مدیریت استثناء (انگلیسی: Exception handling): نشانه‌های شرایط استثنایی(مانند تقسیم بر صفر، سرریز و غیره).

## فرمت‌ها
یک فرمت آی‌تریپل‌ئی 754 مجموعه‌ای از نمایش‌های مقادیر عددی و سمبل‌ها است. فرمت ممکن است شامل نحوهٔ رمزگذاری مجموعه هم باشد.
فرمت شامل موارد زیر است:
- اعداد متناهی که در مبنای 2(دودویی) یا مبنای10(ده‌دهی) هستند. هر عدد متناهی با 3 عدد مشخص می‌شود: s = علامت(صفر برای اعداد مثبت و یک برای اعداد منفی), c = ضریب علمی و q = مقدار توان.
- دو مقدار نامتناهی ∞+ و ∞-.
- دو نوع از مقدار مخصوص غیرعددی(NaN): مقدار غیر عددی خاموش(انگلیسی: quiet NaN (qNaN)) و مقدار غیر عددی علامت‌دهی(انگلیسی: signaling NaN (sNaN)).

### نحوه‌ی نمایش‌دهی اعداد متناهی
یک عدد متناهی به صورت {\displaystyle (-1)^{s}\times c\times b^{q}}نمایش داده می‌شود. b مبنای عدد(2 یا 10) است. برای مثال برای نمایش عدد 12.54-, باید مقادیر روبه‌رو را در نظر بگیریم: s=1,
c=1254, b=10 و q=-2.

### نمایش و رمزگذاری در حافظه
برخی اعدادرا می‌توان به چندین روش نمایش داد. برای مثال اگر b=10, عدد 12.345را می‌توان به صورت‌های: {\displaystyle 12345\times 10^{-3}}، {\displaystyle 123450\times 10^{-4}}یا {\displaystyle 1234500\times 10^{-5}}نمایش داد.
در مبنای 10 تمامی نمایش‌ها معتبر هستند و استاندارد مشخص می‌کند که کدام یک باید انتخاب شود.
برای مبنای 2, نمایشی که کوچکترین مقدار توان‌را دارد انتخاب می‌شود.

#### شیوه نمایش مقدار توان
مقدار توان به صورت مستقیم نمایش داده نمی‌شود، بلکه با یک مقدار مشخص(bias) جمع می‌شود و سپس نمایش داده می‌شود. اگر تمامی بیت‌های نمایش توان 0 یا 1 باشند به این معنی است که در حال نمایش یک عدد غیرطبیعی هستیم.
هنگامی که مقدار توان در بازهٔ عادی قرار دارد(همهٔ بیت‌ها 1 یا 0 نیستند), مقدار بیت پرارزش همواره 1 است. بنابراین می‌توان آن‌را به صورت ضمنی در نظر گرفت و بیت پرارزش را نمایش نداد.

### فرمت‌های پایه‌ای و تبادل
استاندارد 5 فرمت پایه‌را معرفی می‌کند که براساس مبنا و تعداد بیت‌های مورد استفاده در رمزگذاری تبادلشان نام‌گذاری می‌شوند. طبق استاندارد 3 فرمت پایه برای اعداد اعشاری در مبنای 2(رمزگذاری شده با 32, 64 یا 128 بیت) و 2 فرمت پایه برای اعداد اعشاری در مبنای 10(رمزگذاری شده با 64 یا 128 بیت) وجود دارد.
| نام       | نام رایج      | مبنا | تعداد بیت‌ها/ارقام ضریب علمی | ارقام ده‌دهی | تعداد بیت‌های توان | مقدار پیش‌فرض توان | کمترین توان | بیشترین | فرمت پایه است؟ |
| --------- | ------------- | ---- | --------------------------- | ----------- | ----------------- | ----------------- | ----------- | ------- | -------------- |
| دودویی16  | دقت نیمه      | 2    | 11                          | 3.31        | 5                 | 15                | 14-         | 15      | خیر            |
| دودویی32  | یک برابر دقت  | 2    | 24                          | 7.22        | 8                 | 127               | 126-        | 127     | بله            |
| دودویی64  | دوبرابر دقت   | 2    | 53                          | 15.95       | 11                | 1023              | 1022-       | 1023    | بله            |
| دودویی128 | چهاربرابر دقت | 2    | 113                         | 34.02       | 15                | 16383             | 16382-      | 16383   | بله            |
| دودویی256 | هشت‌برابر دقت  | 2    | 237                         | 71.34       | 19                | 262143            | 262142-     | 262143  | خیر            |
| ده‌دهی32   |               | 10   | 7                           | 7           | 7.58              | 101               | 95-         | 96      | خیر            |
| ده‌دهی64   |               | 10   | 16                          | 16          | 9.58              | 398               | 383-        | 384     | بله            |
| ده‌دهی128  |               | 10   | 34                          | 34          | 13.58             | 6176              | 6143-       | 6144    | بله            |